# Brissund och Själsö
Brissund och Själsö – miejscowość (tätort) w Szwecji, w regionie administracyjnym (län) Gotland, w gminie Gotland.
Według danych Szwedzkiego Urzędu Statystycznego liczba ludności wyniosła: 397 (31 grudnia 2015), 420 (31 grudnia 2018) i 412 (31 grudnia 2019).